# Polycnemoideae
Polycnemoideae — це невелика підродина рослин щирицевих, що представляє базальну еволюційну лінію. Нечисленні реліктові види поширені в Євразії та Північній Африці, Північній Америці та Австралії.

## Морфологічна характеристика
Підродина Polycnemoideae включає дрібні трави; деякі види слабо здерев'янілі та ростуть кущоподібно. Підродина відрізняється від усіх інших представників Amaranthaceae нормальним вторинним ростом. Чергові або супротивні листки часто лінійні або шилоподібні. Продихи листків розташовані паралельно середнім жилкам. Квітки двостатеві. Непоказна оцвітина утворена листочками оцвітини білого або рожевого кольору з листочками оцвітини. Присутні від однієї до п’яти тичинок з нитками, об’єднаними в коротку, але чітку трубку.

## Роди
- Hemichroa
- Nitrophila
- Polycnemum
- Surreya